# Список гір на Іо

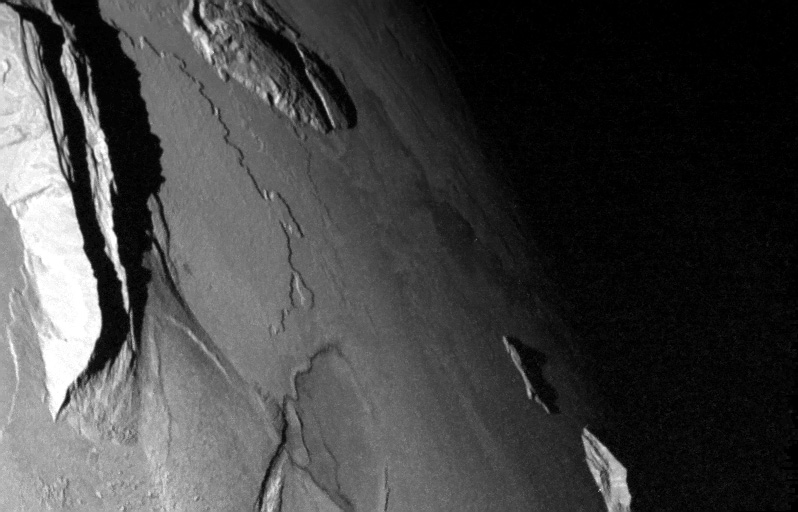
Mongibello Mons та інші топографічні особливості на ведучій півкулі Іо

У наведеному нижче списку гір на Іо перераховано топографічні структури (гори, плато, щитові вулкани та шаруваті рівнини), яким Міжнародний астрономічний союз надано назви. Координати та довжину взято з веб-сайту USGS, де розміщено цей список з номенклатурами структур. Інформація про висоту взято зі статті Пола Шенка 2001 року «The mountains of Io: Global and geological perspectives from Voyager and Galileo». Коли назва стосується кількох гір це вказано. Ті, чиї висоти походять з інших джерел, відзначені та джерело в таблиці. Діапазони висот є результатом невизначеності через різні методи, які використовуються для визначення висоти гори. 
На поверхні супутника Юпітера Іо виявлено понад 135 гір. Попри великий активний вулканізм, що відбувається на Іо, більшість гір на Іо утворені в результаті тектонічних процесів. Ці структури в середньому  становлять 6 км заввишки і досягають максимуму 17,5 ± 1,5 км у Південній Боосавла.  Гори часто є великими (середня гора становить 157 км завдовжки), ізольовані структури без видимих глобальних тектонічних закономірностей, що відрізняє їх від земних.  Щоб підтримувати величезний рельєф, який спостерігається в цих горах, потрібні композиції гірських порід, які складаються переважно з силікатів, а не сірки. 
Гори на Іо (загалом, структури, що підносяться над навколишніми рівнинами) мають різну морфологію. Найчастішими є плато Ці структури нагадують великі гори з плоскою вершиною та нерівними поверхнями. Інші гори схожі на нахилені брилові гори з неглибоким схилом від раніше плоскої поверхні та крутим схилом, що складається з колишніх підповерхневих елементів, піднятих напругою стиску. Обидва типи гір часто мають круті ескарпи вздовж одного або кількох країв. Лише декілька гір на Іо мають вулканічне походження. Вони виглядають, як невеликі щитові вулкани з крутими схилами (6–7°) біля невеликої центральної кальдери та неглибокими схилами вздовж їх країв. Ці вулканічні гори часто менші за середню гору на Іо, у середньому лише 1–2 км заввишки та від 40 до 60 км завширшки. Інші щитові вулкани з менш крутими схилами сформувались з кількох вулканів Іо, де тонкі потоки виходять із центральної патери, як-от Ра-Патера. 

## Список названих гір на Іо
Деякі гори Іо мають офіційні назви від Міжнародного астрономічного союзу. Назви є комбінацією ім'я особи чи назви місця, які походять із грецької міфологічної історії про Іо, «Пекла» поеми італійського письменника  Данте Аліг’єрі «Божественної комедії» або з назви сусіднього об’єкта на поверхні Іо та затвердженого описового терміна. Описові терміни або категорії, що використовуються для цих гір, залежать від їх морфології, яка є відображенням віку гори, геологічного походження (вулканічного чи тектонічного) і гравітаційного руху маси. На позначення гір, що складаються з масивів, хребтів або ізольованих вершин, в латинській номенклатурі використовують описовий термін mons або множину montes. Ці об’єкти названі на честь видатних місць із грецьких міфологічних подорожей Іо або місць, згаданих у  творі «Пекло» Данте Аліг’єрі. Плато зазвичай називають описовим терміном mensa (пол. mensae), латинським терміном для мези, хоча деякі гори з морфологією плато використовують mons. Ці мензи, названі на честь міфологічних персонажів, пов’язаних з міфом про Іо, персонажів «Пекла» Данте Аліг’єрі. Як і гори, ці об’єкти також можна назвати на честь найближчих вулканів. Деякі одиниці шаруватих рівнин мають описовий термін planum (пол. plana). Однак інші більш гірські структури, такі як Плато Дунаю, використовують цей термін. Частково через непослідовне використання цього терміну, слово Плато не використовувався з часів місій Вояджерів . Плана на Іо названі на честь місць, пов’язаних з міфом про Іо. У рідкісних випадках вулканічних гір, таких як щитовий вулкан Купол Тсуй Гоаб, використовується термін tholus (множина: tholi ). Толі спутуника Юпітера Іо названі на честь людей, пов’язаних з міфом про Іо або сусідніх об’єктів на поверхні Іо.
| Гора                  | Латинська назва    | Названа на честь              | Координати                                                  | Довжина (км) | Висота (км) |
| --------------------- | ------------------ | ----------------------------- | ----------------------------------------------------------- | ------------ | ----------- |
| Купол Епафа           | Apis Tholus        | Епаф (давньогрецька)          | 10°54′ пд. ш. 347°53′ зх. д. / 10.9° пд. ш. 347.88° зх. д.  | 145,71       | невідомо    |
| Плато Аргос           | Argos Planum       | Аргос                         | 47°59′ пд. ш. 317°49′ зх. д. / 47.98° пд. ш. 317.81° зх. д. | 195,45       | 3,2         |
| Гори Боосавла         | Boösaule Montes    | Бойосаулі (давньогрецька)     | 3°41′ пд. ш. 269°05′ зх. д. / 3.68° пд. ш. 269.09° зх. д.   | 546,98       | 17,5–18,2   |
| Столова гора Капанея  | Capaneus Mensa     | Капаней (Божественна комедія) | 16°24′ пд. ш. 121°35′ зх. д. / 16.4° пд. ш. 121.59° зх. д.  | 291,49       | 9,2–9,5     |
| Гора Кавказа          | Caucasus Mons      | Кавказ                        | 32°23′ пд. ш. 238°34′ зх. д. / 32.38° пд. ш. 238.57° зх. д. | 152,44       | 10,6        |
| Гора Криму            | Crimea Mons        | Крим                          | 76°10′ пд. ш. 241°11′ зх. д. / 76.16° пд. ш. 241.18° зх. д. | 143,31       | 3,7         |
| Плато Дуная           | Danube Planum      | Дунай                         | 22°44′ пд. ш. 257°26′ зх. д. / 22.73° пд. ш. 257.44° зх. д. | 244,22       | 5,5         |
| Плато Додони          | Dodona Planum      | Додона                        | 58°48′ пд. ш. 347°31′ зх. д. / 58.8° пд. ш. 347.51° зх. д.  | 522,83       | невідомо    |
| Гори Дорійців         | Dorian Montes      | Дорійнці                      | 25°53′ пд. ш. 198°08′ зх. д. / 25.89° пд. ш. 198.13° зх. д. | 495,25       | 8,5–9,2     |
| Столова гора Ехо      | Echo Mensa         | Ехо (давньогрецька)           | 80°00′ пд. ш. 355°38′ зх. д. / 80.0° пд. ш. 355.63° зх. д.  | 203,41       | 1,5         |
| Гора Єгипту           | Egypt Mons         | Єгипет                        | 41°29′ пд. ш. 257°36′ зх. д. / 41.49° пд. ш. 257.6° зх. д.  | 193,66       | 10,0        |
| Столова гора Епафа    | Epaphus Mensa      | Епаф (давньогрецька)          | 52°58′ пд. ш. 239°59′ зх. д. / 52.97° пд. ш. 239.99° зх. д. | 203,41       | невідомо    |
| Плато Ефіопії         | Ethiopia Planum    | Ефіопія                       | 45°18′ пд. ш. 24°35′ зх. д. / 45.3° пд. ш. 24.59° зх. д.    | 331,32       | 4,5         |
| Гори Евбеї            | Euboea Montes      | Евбея                         | 48°53′ пд. ш. 338°46′ зх. д. / 48.89° пд. ш. 338.77° зх. д. | 439,94       | 10,3–13,4   |
| Гора Аксіни           | Euxine Mons        | Аксіна                        | 26°16′ пн. ш. 126°29′ зх. д. / 26.27° пн. ш. 126.49° зх. д. | 286,17       | 7,7         |
| Гора Гіш Бар          | Gish Bar Mons      | Гіш Бар (вавилонська)         | 18°36′ пн. ш. 87°42′ зх. д. / 18.6° пн. ш. 87.7° зх. д.     | 110,0        | 9,7–11,0    |
| Гори Гемоса           | Haemus Montes      | Гемос (давньогрецька)         | 69°43′ пд. ш. 46°14′ зх. д. / 69.71° пд. ш. 46.23° зх. д.   | 333,56       | 10,8        |
| Столова гора Гермеса  | Hermes Mensa       | Гермес (давньогрецька)        | 43°29′ пд. ш. 246°18′ зх. д. / 43.48° пд. ш. 246.3° зх. д.  | 134,8        | невідомо    |
| Гори Гі'іака          | Hiʻiaka Montes     | Гі'іака (гавайська)           | 5°08′ пд. ш. 81°48′ зх. д. / 5.13° пд. ш. 81.8° зх. д.      | 406,34       | 11,1        |
| Плато Гибрістеса      | Hybristes Planum   | Гибрістес                     | 54°25′ пд. ш. 18°27′ зх. д. / 54.41° пд. ш. 18.45° зх. д.   | 195,1        | невідомо    |
| Купол Інаха           | Inachus Tholus     | Інах (давньогрецька)          | 16°11′ пд. ш. 347°46′ зх. д. / 16.18° пд. ш. 347.76° зх. д. | 176,96       | 1,8         |
| Гора Іонічна          | Ionian Mons        | Іонічне море                  | 8°37′ пн. ш. 236°34′ зх. д. / 8.61° пн. ш. 236.56° зх. д.   | 159,08       | 12,7        |
| Плато Іополіса        | Iopolis Planum     | Іополіс                       | 35°19′ пд. ш. 332°43′ зх. д. / 35.31° пд. ш. 332.72° зх. д. | 240,16       | 4,5         |
| Столова гора Іїнга    | Iynx Mensa         | Іїнга (давньогрецька)         | 62°15′ пд. ш. 303°59′ зх. д. / 62.25° пд. ш. 303.98° зх. д. | 121,64       | 4,5         |
| Плато Лирцея          | Lyrcea Planum      | Лирцея                        | 41°55′ пд. ш. 268°50′ зх. д. / 41.92° пд. ш. 268.83° зх. д. | 423,71       | невідомо    |
| Гора Монана           | Monan Mons         | Монан (бразильська)           | 15°12′ пн. ш. 104°30′ зх. д. / 15.2° пн. ш. 104.5° зх. д.   | 297,0        | 6,5         |
| Гора Монгібелло       | Mongibello Mons    | Етна                          | 22°45′ пн. ш. 66°57′ зх. д. / 22.75° пн. ш. 66.95° зх. д.   | 183,37       | 8,6         |
| Плато Немеї           | Nemea Planum       | Немея                         | 72°49′ пд. ш. 267°43′ зх. д. / 72.82° пд. ш. 267.72° зх. д. | 835,05       | 2,8–6,0     |
| Гори Нілу             | Nile Montes        | Ніл                           | 52°04′ пн. ш. 250°01′ зх. д. / 52.07° пн. ш. 250.02° зх. д. | 449,99       | 5,5–6,5     |
| Гора От               | Ot Mons            | Ет Етне (монгольська)         | 4°13′ пн. ш. 215°38′ зх. д. / 4.21° пн. ш. 215.64° зх. д.   | 154,71       | 3,6         |
| Столова гора Пана     | Pan Mensa          | Пан (давньогрецька)           | 50°53′ пд. ш. 31°46′ зх. д. / 50.88° пд. ш. 31.77° зх. д.   | 218,09       | 5,0         |
| Гора Піллан           | Pillan Mons        | Піллан (арауканська)          | 8°49′ пд. ш. 246°43′ зх. д. / 8.81° пд. ш. 246.72° зх. д.   | 163,0        | 5,0–5,3     |
| Столова гора Прометея | Prometheus Mensa   | Прометей (давньогрецька)      | 1°54′ пд. ш. 151°54′ зх. д. / 1.9° пд. ш. 151.9° зх. д.     | 184,0        | невідомо    |
| Гора Рата             | Rata Mons          | Рата (маорі)                  | 36°18′ пд. ш. 201°10′ зх. д. / 36.3° пд. ш. 201.16° зх. д.  | 169,93       | 7,0–8,1     |
| Гора Сета             | Seth Mons          | Сет (єгипетська)              | 10°43′ пд. ш. 134°11′ зх. д. / 10.72° пд. ш. 134.19° зх. д. | 135,96       | 7,0–7,5     |
| Гора Шамсу            | Shamshu Mons       | Шамсу (арабська)              | 12°00′ пд. ш. 71°31′ зх. д. / 12.0° пд. ш. 71.51° зх. д.    | 215,12       | 2,9         |
| Гора Сілпіум          | Silpium Mons       | Сілпіум (давньогрецька)       | 52°43′ пд. ш. 272°20′ зх. д. / 52.71° пд. ш. 272.34° зх. д. | 114,54       | 5,5         |
| Гора Скіфії           | Skythia Mons       | Скіфія (давньогрецька)        | 26°13′ пн. ш. 99°01′ зх. д. / 26.21° пн. ш. 99.01° зх. д.   | 253,35       | 5,5–6,0     |
| «Гора Стіпел»         | "Steeple Mountain" | названа Juno Science Team     | -                                                           | -            | 5-7         |
| Столові гори Телегона | Telegonus Mensae   | Телегон (давньогрецька)       | 53°19′ пд. ш. 115°53′ зх. д. / 53.31° пд. ш. 115.89° зх. д. | 336,99       | 2,7–4,0     |
| Гора Тохіл            | Tohil Mons         | Тохіл (мая)                   | 29°30′ пд. ш. 160°29′ зх. д. / 29.5° пд. ш. 160.49° зх. д.  | 371,47       | 9,0–9,4     |
| Купол Тсуй Гоаб       | Tsũi Goab Tholus   | Тсуй (готтентотів)            | 0°06′ пд. ш. 163°00′ зх. д. / 0.1° пд. ш. 163.0° зх. д.     | 53,0         | 0,8         |
| Столові гори Тваштара | Tvashtar Mensae    | Тваштар (ведійська)           | 61°36′ пн. ш. 119°56′ зх. д. / 61.6° пн. ш. 119.94° зх. д.  | 326,4        | 6,0–6,6     |
| Гори Заль             | Zal Montes         | Заль (іранська)               | 38°05′ пн. ш. 77°00′ зх. д. / 38.08° пн. ш. 77.0° зх. д.    | 428,17       | 7,4         |

## Зовнішні посилання
- USGS: номенклатура Io
- USGS: номенклатура Io: гори
- Високі гори Іо – стаття Planetary Society
- База даних гір на Іо, враховуючи ті, що не мають офіційних назв